# Pulski zaljev
Pulski zaljev obuhvaća morski prostor koji se nalazi istočno od linije koja spaja rt Proštinu na sjeveru i rt Kumpar na jugu (Pulska vrata). Na obalama zaljeva smjestila se Pula, najveći istarski grad (62.378 st.). Kako Pulska luka zauzima čitavo područje Pulskog zaljeva, ovi se toponimi koriste u gotovo identičnom značenju. Pulska luka podijeljena je otočićima Sv. Katarina i Sv. Andrija na vanjsku (zapadnu) i unutarnju (istočnu) luku. Jedini siguran ulaz u luku je između glave dugog lukobrana (produžetak rta Kumpar) i rta Proština. Nakon ulaska u luku dolazi se do otočića Sv. Andrija kojeg se možete oploviti bilo sa sjeverne ili južne strane. Brzina u vanjskoj luci ograničena je na 8 čv, a u unutarnjoj na 5 čv. Sjeverni smjer između otočića Andrija i Katarina je plovni put za ulazak u unutarnju luku. Prednost prolaza imaju plovila koja izlaze iz luke, a zabranjeno je jedriti kroz prolaz. Nakon prolaska postaje vidljiv svjetionik na otoku Uljaniku.
Unutarnja luka je zaštićena od svih vjetrova osim sjeverozapadnjaka. Nevere sa sjeverozapada mogu biti opasne i u luci. Zimi uglavnom pušu jugo i bura koja može puhati žestoko ali ne razvija valove u luci. Pred lukom je stalna struja sjeverozapadnog smjera koja s vjetrom može doseći brzinu od nekoliko čvorova. Gat Rijeka rezerviran je za putnički promet i kao carinski gat. Osim u marini, vezati se može na obali jugozapadno od marine ili sidriti sjeverozapadno od gata Rijeka na muljevitom dnu koje dobro drži.
Zabranjena zona u vanjskoj luci je od rta Sv. Petar do rta Kumpar.
Po veličini izgrađenih obala unutar zaljeva i po opremljenosti Pula je najveća i najznačajnija luka u Istri, a dobro zaštićen Pulski zaljev ubraja je među najbolje prirodne luke na Jadranu. Zbog svoje veličine, istaknutog položaja, dvaju pristupa (neposredno s mora i kroz Fažanski kanal), niskih obala i lakog utvrđivanja, Pulski zaljev imao je oduvijek istaknuto strateško značenje. Zbog svojih karakteristika Pulski zaljev je odabran kao glavna luka Austrougarske ratne mornarice. Najveći dio Pulskog zaljeva i danas je sačuvan u gotovo prirodnom (neurbaniziranom) obliku zbog toga što je više od stotinu godina služio kao vojna baza za ratne mornarice brojnih država koje su upravljale ovim prostorima.

## Više informacija
- Pula

## Vanjske poveznice
|  | Zajednički poslužitelj ima još gradiva o temi Pulska luka |